# Ödön Téry (gimnastyk)
Ödön József Ferenc Téry (ur. 8 lipca 1890 w Budapeszcie, zm. 7 czerwca 1981 w Belvedere) – węgierski gimnastyk, medalista olimpijski.
Uczestniczył w rywalizacji na V Letnich Igrzyskach olimpijskich rozgrywanych w Sztokholmie w 1912 roku. Wystartował tam w jednej konkurencji gimnastycznej. W wieloboju drużynowym w systemie standardowym, z wynikiem 45,45 punktu, zajął z drużyną drugie miejsce, przegrywając jedynie z drużyną włoską.
Reprezentował barwy budapesztańskiego klubu BTC.